# Tomasz Jan Monsaint
Tomasz Jan Monsaint, fr. Thomas-Jean Monsaint (ur. 18 grudnia 1725 w Villerville, zm. 2 września 1792 w Saint-Germain-des-Prés) – francuski błogosławiony Kościoła katolickiego, prezbiter.
Po przyjęciu święceń kapłańskich w 1749 roku podjął działalność duszpasterską. Od 1760 roku był kapłanem diecezji paryskiej. Gdy w rewolucyjnej Francji nasiliło się prześladowanie katolików, został aresztowany na terenie parafii przy kościele św. Rocha, gdzie od 1761 roku pełnił posługę jako wikariusz. Uwięziony został w opactwie Saint-Germain-des-Prés. Zginął z rąk tłumu, który wcześniej wymordował przewożonych z merostwa do opactwa więźniów, w czasie masakr wrześniowych.
Wspominany jest w dzienną rocznicę śmierci.
Tomasz Jan Monsaint został beatyfikowany 17 października 1926 wraz z 190 innymi męczennikami francuskimi przez papieża Piusa XI.